# Mark Peploe
Mark Peploe (ur. 3 marca 1943 w Nairobi, zm. 18 czerwca 2025 we Florencji) – brytyjski scenarzysta i reżyser filmowy. Znany głównie ze współpracy z reżyserem Bernardo Bertoluccim, który był prywatnie mężem jego siostry, scenarzystki Clare Peploe.
Zdobywca Oscara i Złotego Globu za najlepszy scenariusz do filmu Bertolucciego Ostatni cesarz (1987). Pracował również przy takich filmach, jak m.in. Zawód: Reporter (1975), Pod osłoną nieba (1990) czy Mały Budda (1993).
Jego żoną była autorka kostiumów filmowych Louise Stjernsward.